# Nashua
Nashua é uma cidade ao extremo sul do estado americano de Nova Hampshire, localizada no Condado de Hillsborough. Faz divisa com a cidade de Lowel, já no estado de Massachusetts.
É uma das últimas cidades ao norte do país com densa imigração latina, com muitos brasileiros inclusive[carece de fontes?]. A rodovia 3 (route 3) corta a cidade e trás os viajantes do sul para o norte do estado e até para o Canadá.

## Geografia
De acordo com o United States Census Bureau, a cidade tem uma área de 82,6 km², onde 79,9 km² estão cobertos por terra e 2,7 km² por água.

## Demografia
Segundo o censo nacional de 2010, a sua população é de 86 494 habitantes e sua densidade populacional é de 1 082,51 hab/km². É a segunda cidade mais populosa de Nova Hampshire. Possui 37 168 residências, que resulta em uma densidade de 465,17 residências/km².

## Galeria de imagens

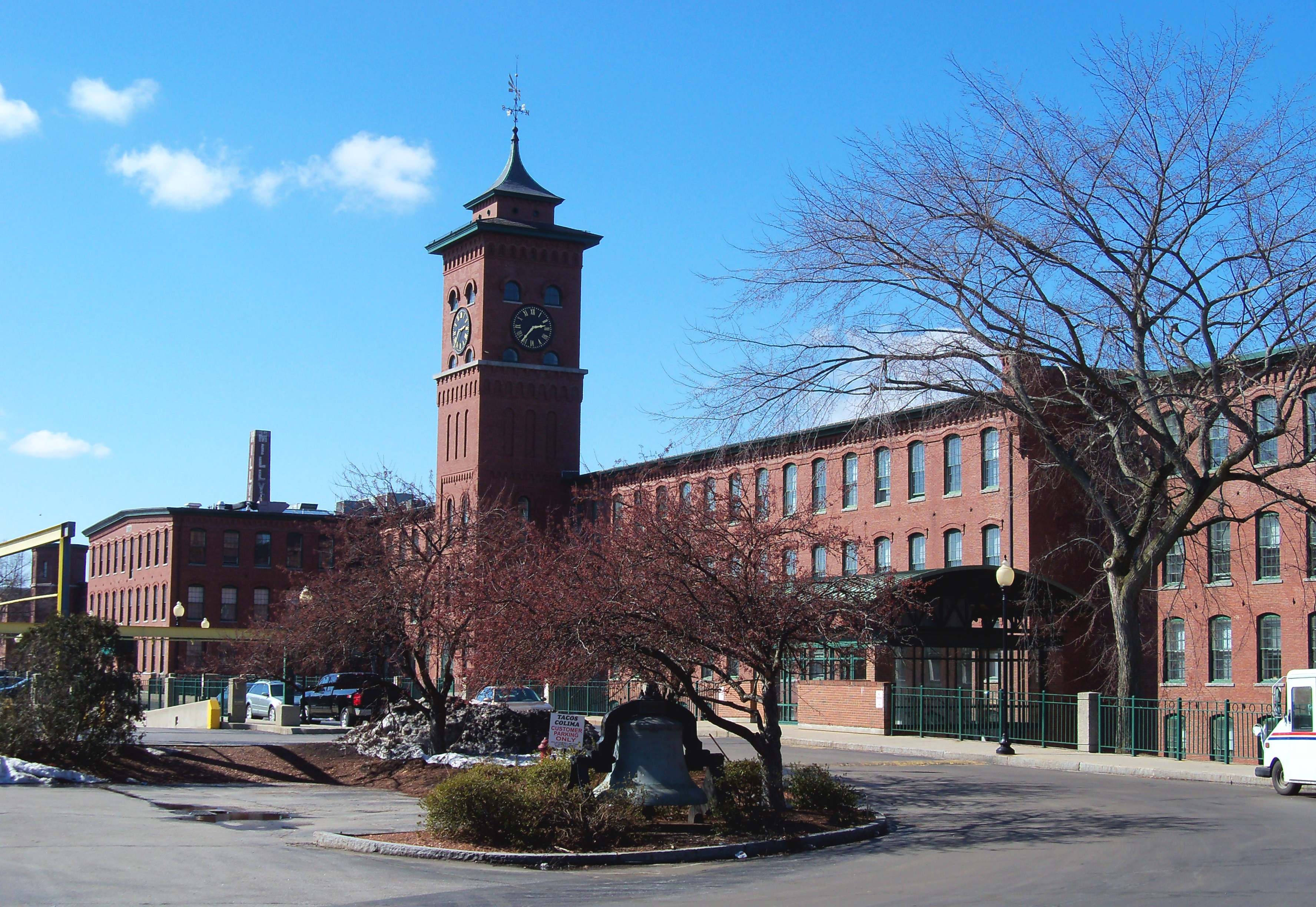
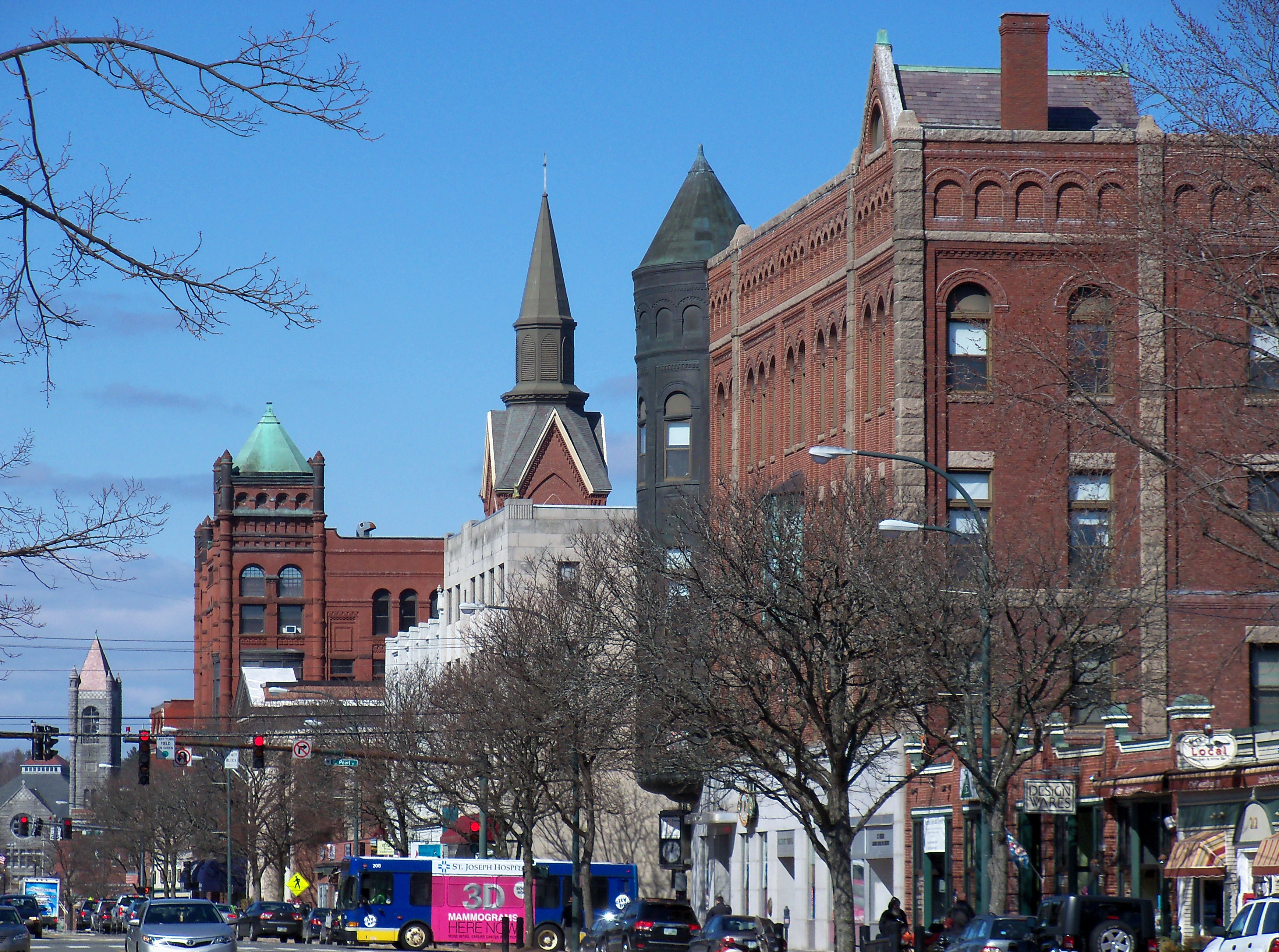